# Llei de consultes populars per via de referèndum
La Llei de consultes populars per via de referèndum és una llei que té per objectiu regular les consultes populars sobre qüestions d'interès especial per a Catalunya i les consultes d'àmbit local. La llei va ésser aprovada pel Parlament de Catalunya el 10 de març de 2010.

## Oposició a la llei
El Govern d'Espanya, presidit per José Luis Rodríguez Zapatero, va recórrer a finals de 2010 la llei davant el Tribunal Constitucional del Regne d'Espanya, que en suspengué cautelarment alguns dels articles de la llei, encara que el juny de 2011 n'aixecà la suspensió. És per això, que a manca d'un veredicte definitiu, la llei segueix vigent.